# Interstellar Overdrive
Interstellar Overdrive ist ein instrumentales Psychedelic-Rock-Stück der britischen Gruppe Pink Floyd. In einer fast zehn Minuten langen Version leitet es die B-Seite des Debütalbums The Piper at the Gates of Dawn ein; auf der CD-Version befindet es sich an siebter Stelle. Zwei frühere und längere Version sind auf den Soundtracks zu den Filmen San Francisco von Anthony Stern (1966) und Tonite Let's All Make Love in London (1967) von 
Peter Whitehead zu finden. Auf dem original Soundtrack zu Tonite Let's all make love in London (release 1968) ist allerdings nur die 3:02 minütige Anfangssequenz zu hören. 1990 erschien dann eine LP/Maxisingle mit der vollständigen Version von 16:49 Minuten.

## Struktur

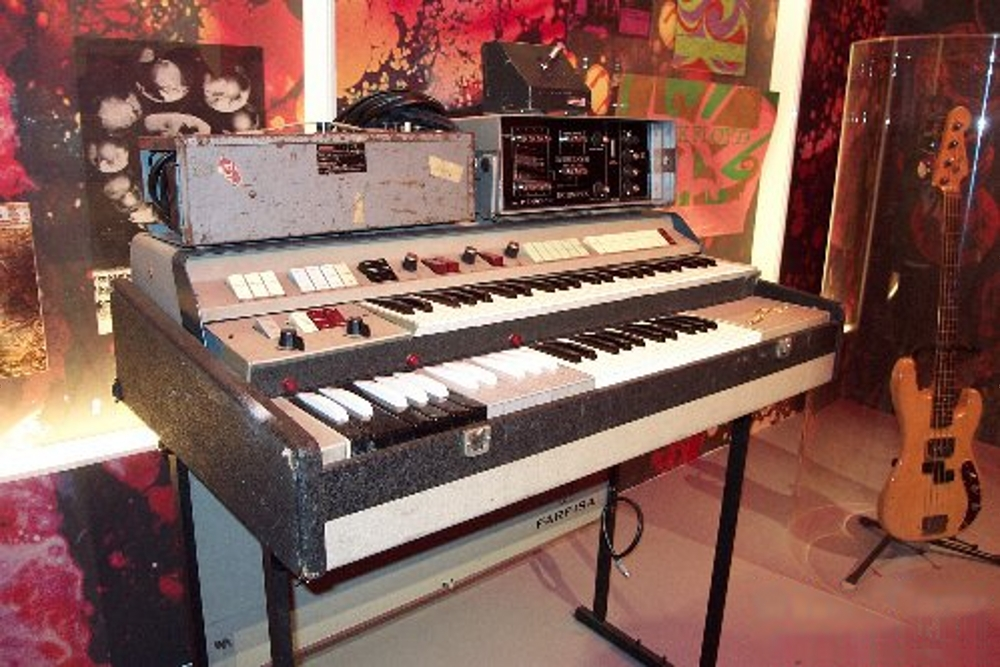
Eine Version des Farfisa Compact Duo von Richard Wright

Das Stück beginnt mit einem absteigenden Thema, das unisono auf den verzerrten Gitarren, dem Bass und der Orgel gespielt wird. Es folgt ein Übergang zu einer Improvisation in einer Kirchentonart, ausgeschmückt mit perkussiven, auf einer Farfisa-Orgel gespielten Tönen und mit ruhigen Passagen. Die Struktur löst sich schließlich völlig auf, ein einheitliches Tempo ist nicht mehr festzustellen. Von Minute 2:20 bis 3:47 sind verschiedene Geräusche zu hören, die größtenteils auf den Gitarren erzeugt wurden. Zum Schluss kristallisiert sich allmählich ein gemeinsames Tempo heraus, und das Thema wird wiederholt.
Als Urheber des Themas wird Pink Floyds Manager Peter Jenner genannt, der ein Lied gesummt haben soll; es wird vermutet, dass es sich um My Little Red Book in der Coverversion von Love gehandelt hat. Syd Barrett soll Jenners Summen auf der Gitarre nachgeahmt und als Thema von Interstellar Overdrive verwendet haben. Roger Waters erinnerte die Melodie an das Thema von Steptoe and Son.
Die Album-Version wurde am 16. März 1967 aufgenommen und ist auch auf den Kompilationen Relics und A Nice Pair enthalten.

## Alternativen und Live-Versionen
Eine erste Demo-Version von Interstellar Overdrive wurde am 31. Oktober 1966 aufgenommen. Eine andere frühe Version beinhaltet ein Interview mit einem kanadischen Sender im Dezember 1966. Zwei etwa fünfminütige Versionen wurden im UFO-Club am 20. Januar und am 24. Februar 1967 live gespielt und aufgezeichnet. Für Peter Whiteheads Film Tonite Let's All Make Love In London wurde am 11. Januar 1967 eine 16-minütige Version aufgenommen, die auf dem Album London (1966/1967) zu finden ist.
Bis Ende der 1960er Jahre gehörte das Stück zum Repertoire von Pink Floyd. Letztmals live aufgeführt wurde es am 21. November 1970 in Montreux. Zwei jeweils fünfminütige Versionen erscheinen auf der 40th-Anniversary-Edition von The Piper at the Gates of Dawn. Die Bootlegs mit und ohne Syd Barrett zeigen, dass das Stück oft improvisiert wurde und dass sich das Arrangement daher mit jeder Aufführung änderte. Bei einer BBC-Radiosendung stellte Syd Barrett etwa eine von der Albumaufnahme sehr verschiedene Version vor, in deren Mittelteil die Intensität der Orgel stark gesteigert wird. David Gilmour hingegen, anders als Syd Barrett, spielte bei Aufführungen oft Slide-Gitarre. Für das Album Ummagumma war eine Live-Version geplant, die dann jedoch nicht veröffentlicht wurde.
„Interstellar Overdrive“ wurde von vielen Musikern und Bands gecovert, so etwa Hawkwind, Camper Van Beethoven, The Melvins, Electric Wizard, Phish, Spiral Realms, Pearl Jam und The Mars Volta.

## Trivia
- John Frusciante sagte in einem Interview mit dem Radiosender The End, dass die Red Hot Chili Peppers in der Nacht von Syd Barretts Tod „Interstellar Overdrive“ live gespielt hätten.
- The Mars Volta spielten das Lied bei einem Gedenkkonzert für Syd Barrett.